# George Soulié de Morant
George Soulié de Morant (Parigi, 2 dicembre 1878 – Parigi, 10 maggio 1955) è stato un diplomatico, scrittore e sinologo francese. Scrisse anche romanzi e saggi sulla letteratura cinese; introdusse e fece conoscere al mondo occidentale i principi e la pratica della medicina tradizionale cinese.
In qualità di diplomatico è accreditato dall'ambasciata francese in Cina, rimase affascinato dai racconti sulla Cina e sull'Estremo Oriente. Al rientro nella sua città natale nel 1918, cercò di divulgare la tecnica dell'agopuntura, tuttavia incontrò scarsissimo interesse da parte dei medici e da parte delle classi più agiate.
La pubblicazione del suo libro, L'Acupuncture Chinoise del 1932, oltre a ratificare l’introduzione dell’Agopuntura Cinese per la prima volta nel mondo occidentale, premia l'entusiasmo e gli sforzi di Soulié de Morant.

## Biografia

### Infanzia e gioventù
Figlio di Marie Blanche Bienvenu, di origini franco-americane. George nasce a Parigi il 2 di dicembre 1878. Il padre, allora quarantaseienne, aveva conosciuto sua moglie in America, dove si era recato in qualità di ingegnere al seguito delle truppe francesi inviate nel 1863 in Messico dall’Imperatore Napoleone III per facilitare l’insediamento dell'arciduca Massimiliano d'Asburgo-Lorena, fratello dell’Imperatore d’Austria Francesco Giuseppe, quale nuovo Imperatore del Messico. La coppia prima di George ebbero due figli e una figlia. George venne affidato ai gesuiti del Collegio St. Ignace, in Rue Madrid, di Parigi, al fine di fornirgli solide basi culturali. La famiglia, che abitava nella capitale francese in Plaine Monceau, godeva di un tenore di vita più che elevato. Ogni estate era solita fare le vacanze in Bretagna, sulla spiaggia di Dinard, vicino a St. Enogat. Qui i genitori familiarizzarono con Judith Gautier, figlia del grande romanziere Théophile Gautier (1811-1872), personaggio assai singolare e bizzarro, dal quale George ereditò l'originalità del carattere. Judith, per la versatilità dei suoi interessi letterari e culturali, fu determinante per lo sviluppo della personalità del piccolo George.

### Judith Gautier e la sua stravaganza
In casa Gautier, la stravaganza era un principio di vita. Quasi a voler ripudiare i costumi occidentali, ma soprattutto per curiosità verso il mondo orientale, tendenza questa dettata più dalla moda del momento che da reali esigenze politiche, sociali o economiche, la gente raffinata, alla ricerca smaniosa dell'esotismo, si sentiva fortemente attratta da tutto quanto riguardava la cultura cino-giapponese. La famiglia Gautier, addirittura, fu contagiata da questa eccessiva esterofilia, favorita anche dai crescenti rapporti commerciali con le colonie d’oltre mare poste agli estremi del quel mondo allora conosciuto.
Racconta Judith nelle sue Memorie pubblicate nel 1904, che, più per gioco del destino che per far un piacere a un vecchio amico, suo padre Théophile, quando lei era ancora piccola, decise di ospitare in casa un uomo di nazionalità cinese. Costui, di nome Ting Tun Ling, che allora aveva circa trent'anni, era stato adottato da piccolo dai missionari francesi in Cina, e, dopo essersi convertito al cristianesimo, fu ospirato dal vescovo di Macao, monsignor Callery, il quale lo condusse in Francia con l'intento di redigere, con il suo aiuto, un dizionario franco-cinese.
La prematura scomparsa del vescovo e l'affievolirsi dei risparmi resero sempre più problematico il suo soggiorno, per giunta, Ting Tun Ling rischiava, una volta rimpatriato, la pena di morte in quanto era affiliato a una setta, la "Grande Purezza", setta mal vista dal governo cinese.

### Ting Tun Ling e la cultura cinese
Fu presentato ai Gautier da un amico, un certo Clermont Ganneau, con la richiesta di essere momentaneamente ospitato. Di fatto, rimase con la sua famiglia per tutta la vita alla stregua di rifugiato politico, in realtà amato e rispettato come figlio e fratello.
Questa figura magra, sottile, enigmatica, educata, colta e raffinata, condizionò il destino di Judith. Non solo le insegnò la lingua e la cultura cinese, ma ne divenne il migliore e più fedele amico fino alla morte, tanto che fu sepolto nella villa dei Gautier Le Pré aux Oiseaux, a St. Enogat in Bretagna.
Qui Judith Gautier, entrata in confidenza con la famiglia di Soulié de Morant durante le vacanze estive, a poco a poco assegnò il cinese all'educazione anche del piccolo George il quale, rapidamente e del tutto spontaneamente, gli era diventato molto simpatico. Il giovane, che aveva allora otto anni, apprese così con facilità ed entusiasmo la lingua, la cultura, e il cerimoniale del!a Cina tradizionale.
L'influsso di Judith Gautier sulla sua educazione, dettato anche da mal celato affetto materno, aveva circa quarant’anni e, come detto, non aveva avuto figli, non si limitò esclusivamente a questo. Infatti, nella sua casa si parlava e si viveva ‘in modo cinese’.
In particolare, Judith contribuì a divulgare in Francia le usanze e il pensiero dell’Estremo Oriente. Pubblicò anche nel 1911 un dramma cinese, La Fille du Ciel, in collaborazione con Pierre Loti, altro eminente orientalista, e fece conoscere, con la sua opera, Le Parfum de la Pagode, pubblicata postuma nel 1919, una delle più leggiadre leggende cinesi.
Entrata nel 1910 nell'Accademia Goncourt, ne fu membro attivo fino alla morte, avvenuta nel 1917 all'età di settantadue anni. Anch'essa fu sepolta a St. Enogat accanto al suo fedele e fraterno amico cinese.
Il sogno di George di iscriversi alla facoltà di Medicina fu infranto dalla rapida e prematura morte del padre. Successive difficoltà economiche gli impedirono anche di continuare gli studi. Il destino premierà poi questa sua elevata aspirazione che, lungi dall'affievolirsi, si rafforzerà nel tempo fino a maturare negli eventi che l'hanno reso famoso nel mondo della medicina. Forte dell'educazione avuta dai gesuiti e della cultura cinese appresa da Ting Tun Ling, George, all’età di diciannove anni, con l'intento di viaggiare in Oriente, entra nella carriera diplomatica.

### La carriera diplomatica
Inizialmente assunto come segretario della "Compagnia del Sud-Est Africano e dello Zambesi", fu successivamente aggregato alla "Compagnia Industriale del Madagascar".
In un'epoca di forte espansione coloniale, disporre dì personale che dimostrava di conoscere bene lingua e usanze del luogo, significava avvantaggiarsi rispetto alla concorrenza. Pertanto, data la sua buona conoscenza della lingua cinese, fu inviato nel 1901 a Pechino come diplomatico aggregato al Consolato di Francia. Aveva allora ventitré anni.

### Soggiorno in Cina
Siamo al tempo della rivolta dei Boxer, dell'Imperatrice Tze Hsi, dei fermenti che preludono al crollo delle Dinastie Imperiali e alla proclamazione della prima Repubblica in Cina.
Gli stranieri, forti della superiorità più politico-tecnologica che etico-culturale, erano mal visti, e, peggio, mal sopportati. Li chiamavano “barbari” perché non conoscevano le creanze del buon vivere, ed erano arroganti e superficiali. Fino al 1858 i diplomatici accreditati a Corte potevano accedere alla presenza dell'Imperatore solo entrando da una porta riservata ai sudditi dell'Impero. Tuttavia, dopo la "Guerra dell'Oppio", dai paesi occidentali alleati venne imposta l'abolizione di questo cerimoniale, perché ritenuto troppo umiliante, e da allora in Cina il malcontento popolare aumentò.

### Interprete ufficiale
Per Soulié de Morant, che conosceva bene l'etichetta protocollare, non fu così. Era sempre ben visto sia a Corte sia nella buona società di Pechino. Veniva trattato come un cinese tra i cinesi per le belle maniere e la correttezza del suo comportamento. Dal 1902 de Morant diventa l'interprete ufficiale presso la “Compagnia Imperiale” della ferrovia Nanchino-Pechino. Presentato dal segretario dell'ambasciata francese a Pechino, Charles Ronin, al Vescovo della Mongolia Occidentale, Monsignor Bermyn, viene da questi incaricato di redigere per i missionari residenti una grammatica mongola, pretesto per uno studio più approfondito sulla Mongolia. Fu la prima di quaranta opere, e apparve nel 1903 a Parigi nelle edizioni Leroux.
Successivamente, avendo il Ministero degli Affari Esteri apprezzato il suo operato, nonché la padronanza della lingua e la conoscenza di usi e costumi cinesi, fu inviato a Shanghai nel 1903 in qualità di membro della Corte Mista di Giustizia. Fu nel 1905, in occasione di un'epidemia di colera a Pechino, che iniziò a conoscere veramente la pratica dell'agopuntura.

### L'incontro con l'Agopuntura
Durante una visita all'ospedale notò che un medico, chiamato Yang, otteneva maggiori risultati sull'evoluzione della malattia infiggendo degli aghi nella pelle, mentre gli altri si limitavano a somministrare solo farmaci.
Incuriosito dal metodo, rispettando il cerimoniale che regolava i rapporti sociali, chiese al vescovo di Pechino, monsignor Favier, di essere presentato al medico il quale, colpito più dalla conoscenza dell'etichetta cinese che dall'interesse per la medicina mostrato dal diplomatico francese, accondiscese a fornirgli libri, indicazioni e nozioni sull'arte dell'agopuntura cinese. Scriverà in seguito Soulié de Morant nel suo primo articolo sull'agopuntura, pubblicato nel 1929 con la collaborazione di Paul Ferreyrolles, che questo episodio trasformò radicalmente la sua vita.

### Console delegato nello Yunnann
George Soulié de Morant era una persona assai gradevole e non poteva non piacere. Era giovane, affascinante, sportivo, si presentava bene ed elegantemente nell'alta società, sapeva dipingere e suonare il pianoforte con grazia e stile, era colto, istruito e versatile nelle lingue.
Nel 1906, all'età di ventotto anni, fu inviato con l’incarico di console delegato a Kouen-Ming nella provincia di Yunnan, al capolinea della rete ferroviaria costruita dai francesi per collegare le estreme province del Sud della Cina ad Hanoi. Qui, con la benevolente amicizia del Viceré, ebbe modo di approfondire l’agopuntura presso un ospedale del luogo, di perfezionare le sue conoscenze sugli usi e costumi cinesi, e di scrivere, nel 1908, le sue due successive opere su temi storico-geografici. Queste ultime, per l'attualità contemporanea degli argomenti affrontati, sottolineano la profonda conoscenza dei luoghi in cui visse e la serietà con cui operava nelle vesti di diplomatico e di osservatore straniero in Cina.

### L'incontro con Sun Yat-sen
Per puro caso nel 1908 salvò la vita, senza sapere chi fosse realmente, a Sun Yat-sen, padre spirituale della prima Repubblica Popolare Cinese, proclamata nel 1911 dopo la rivoluzione che aveva detronizzato l'Imperatore. Fu proprio de Morant ad accordargli allora il visto che gli permetterà di sfuggire per l'ennesima volta alla polizia imperiale, da tempo e cronicamente senza successo sulle sue tracce. Chissà, forse ha inconsapevolmente favorito la storia! Fatto sta che, ripensandoci su tanti anni dopo, de Morant scrisse una sua biografia, pubblicata nel 1932, in cui pone l’accento sulle basi ideologiche proposte da Sun Yat-sen per restaurare in Cina una giusta e reale democrazia. La sua analisi storica di quel periodo è lucida, obiettiva, profonda, acuta. Non nega sincera simpatia verso i cinesi quando afferma che:
«[…] l’aspirazione del popolo cinese ai suoi diritti e la volontà di non abdicare ai doveri sono tali da non poter mancare di realizzare un giorno l'esperienza della democrazia integrale promessa da Sun Yatsen. Nulla fa pensare che l'intera umanità non decida a sua volta di realizzare questa nuova formula».

### La malattia
Nonostante la robustezza del fisico, nel 1905 a Shanghai contrasse una forma di dissenteria, e, nel 1906 a Yun-nanfou, la malaria. In questo periodo, comunque, scrisse due opere importanti: "La province du Yun Nan", e, "Les barbares soumis du Yun Nan", che confermano sia la serietà del suo ruolo di diplomatico accreditato sia quella di osservatore critico della civiltà cinese contemporanea. In seguito farà fatica a riprendersi da queste due malattie che periodicamente l'affliggeranno. Fu inviato in convalescenza prima in Giappone e poi in Francia, dove soggiornò in vari periodi.

### Il matrimonio con Emile Dalsème
Durante uno di questi conobbe in casa di amici la signorina Emilie Dalsème. Si sposarono nel 1911. Ebbero due figli, Nevill nel 1912 ed Evelyn nel 1914, unici depositari, nella loro casa nei pressi di Parigi, di tanti ricordi che racchiudono un periodo storico così determinante per l'attuale società. Dal 1911 al 1918 i soggiorni in Francia si fecero sempre più frequenti, sia per motivi di salute sia per l'incalzare degli eventi storico-politici. Oltre tutto, i doveri verso la famiglia richiedevano la sua presenza in patria poiché la moglie non lo accompagnò mai in Cina.
Dopo una breve parentesi che lo vide sul fronte occidentale, e, nel 1916 nel ruolo d’interprete, ritornò in Cina nel 1917 in qualità di console, con il compito, dettatogli dal Ministero dell'Istruzione, di fondare un museo francese di archeologia e arte cinese, opera mai realizzata a causa degli avvenimenti che sconvolsero in quel periodo sia l'Oriente sia l'Occidente.
Rientrato definitivamente in patria, riprese a scrivere. I racconti sulla Cina e sull'Estremo Oriente, luoghi che Soulié de Morant aveva avuto modo di conoscere per diciotto anni in qualità di diplomatico francese accreditato all’Ambasciata di Francia presso i Governi allora succedutisi, imperiale e repubblicano, lo affascinarono, ma ancor di più lo entusiasmò la descrizione dettagliata del metodo di cura cinese con aghi sottili.

### La divulgazione dell’agopuntura cinese in Francia
L'estate del 1927 merita menzione da parte dei medici agopuntori d'Occidente. Siamo nella stazione termale di La Bourboule, località collinare nelcentro della Francia, nota sin dal tempo dei romani per le sue acque radioattive, dove aveva accompagnato la figlia Evelyn per un ciclo di cure.
Qui, durante il lungo soggiorno alle Terme, che allora erano anche un luogo d’incontro mondano, de Morant instaurò un rapporto di simpatia con il dottor Paul Ferreyrolles, il quale lavorava come medico specialista, creando i presupposti per un lungo sodalizio di amicizia e collaborazione che solo la loro morte, avvenuta nello stesso anno, poté interrompere.
La famiglia Ferreyrolles gestiva in inverno sia un hotel sulla Costa Azzurra che la stazione termale a La Bourboule in estate. Il dottor Paul Ferreyrolles alternava il lavoro tra queste due sedi e il proprio studio professionale a Parigi.
La figura alta, slanciata, elegante, dai tratti fini e aristocratici che ispiravano naturale rispetto, di George Soulié de Morant, allora quarantanovenne, non poteva non colpire questo medico colto e raffinato, dotato di acuto spirito di osservazione e di una sensibilità e mentalità inconsuete per quei tempi in cui predominavano, in medicina, il dogmatismo e il carisma del cattedratico. Già Soulié de Morant, al rientro in patria nel 1918, aveva cercato di divulgare la tecnica dell'agopuntura in Francia incontrando scarsissimo interesse, per non dire addirittura scherno e scetticismo, sia da parte dei medici, sia dalle classi di media ed elevata cultura sociale.

### La collaborazione con il Dott. Ferroyrolles
Paul e George si rividero in autunno a Parigi. Ferreyrolles aveva come segretaria una studentessa in medicina, figlia di un caro amico e collega, il dottor Gagey. Teresa, questo era il suo nome, aveva sposato il dottor Marcel Martiny, collaboratore del padre, di cui poi rilevò lo studio dopo la sua morte avvenuta nel 1929. Entrambi i giovani, dotati di facile entusiasmo e sincero interesse verso le nuove ricerche nel campo della medicina, furono presentati a Soulié de Morant da Ferreyrolles. Ebbe inizio, così, un naturale e spontaneo rapporto di amicizia e di comunione d’interessi culturali. Quest’incontro casuale può essere considerato il punto di partenza per la conoscenza e la divulgazione dei concetti base dell'agopuntura Cinese, prima in Francia e successivamente nel mondo occidentale.
Il gruppo di lavoro, chiamato "Carrefour di Kos" , l'isola natale di Ippocrate, iniziò ad operare seguendo le indicazioni di Soulié de Morant, che non era medico, iniziando dalla terapia delle malattie reumatiche. Inutile dire che i successi furono ben presto evidenti, e il primo articolo sull'argomento, firmato da Ferreyrolles e Soulié de Morant, pubblicato nel numero di giugno del 1929 sulla rivista L’Homéopathie française col titolo "L'Acupuncture en Chine vingt siècles av.J.C. et la Réflexothérapie moderne", sancì in modo del tutto ufficiale l'ingresso in Francia di questa innovazione terapeutica.
Il dottor Martiny, coadiuvato dalla moglie, laureatasi poi in medicina, aprì prima uno studio di agopuntura aperto al pubblico due volte la settimana presso l'Ospedale Léopold-Bellan di Parigi, dove lavorava in qualità di primario medico, e poi presso l'Ospedale Foch, sempre a Parigi. Contemporaneamente, Ferreyrolles ottenne di poter esercitare l'agopuntura presso il reparto diretto dal dottor Charles Flandin nell'ospedale Bichat, dove fu presto coadiuvato dall'assistente del primario, il dottor Hagop Koubesserian, il quale meritò a buon diritto l'ingresso nel gruppo di Kos.
George Soulié de Morant, guida spirituale e materiale del gruppo di studio e di lavoro, fu così incentivato a divulgare le basi di questa metodica appresa in Cina.
Dopo un saggio introduttivo dedicato all'Agopuntura, la data di pubblicazione del suo libro, L'Acupuncture Chinoise, deve essere parimenti ricordata e celebrata, poiché, oltre a ratificare l’introduzione dell’agopuntura cinese per la prima volta nel mondo occidentale, premia altresì l'entusiasmo e gli sforzi di questa figura di uomo del tutto eccezionale e straordinario.

### Il successo letterario
La finezza espressiva e l'educazione letteraria, di cui parte del merito spetta senza dubbio a Judith Gautier, fanno di lui un insigne scrittore, amabile nel tratto, incisivo senza essere pedante, profondo e arguto al tempo stesso.
Delle sue quaranta opere pubblicate, solo cinque sono state ristampate, attualmente reperibili presso tutte le librerie che trattano argomenti scientifici, culturali e letterari, mentre le altre non sono più disponibili essendo esaurite le copie rimaste; queste si possono consultare solo in biblioteche specializzate.
C'è da sperare solo che qualche editore lungimirante provveda a recuperarle e a divulgarle, poiché l'autore ha scritto di tutto sulla Cina: romanzi, saggistica, opere su arte, storia, geografia, diritto morale e letteratura cinesi, e, soprattutto, libri di Agopuntura, moxa, pulsologia, chiropratica e chiromanzia cinese sulla base delle informazioni a lui fornite.
Per esempio, nel Saggio sulla storia dell'arte cinese vengono riportati disegni, pensieri, riflessioni che vanno al di là della pura conoscenza tecnica o della descrizione iconografica: una parte è dedicata alla piaga della diffusione dei falsi d'autore che già allora imperversavano sul mercato artistico. Analogamente, nel Saggio sulla letteratura cinese, l'autore dedica un intero capitolo al giornalismo in Cina, rilevando come la stampa abbia contribuito al risveglio della coscienza nazionale per la diffusione capillare delle notizie nel linguaggio che le è più consono: chiaro, secco, incisivo, popolare.
Così, nei romanzi cosiddetti “libertini”, che ricostruisce da fonti originali, descrive il quadro di un'epoca forse decadente, ma sicuramente raffinata, quale fu l'ultimo periodo delle dinastie imperiali.
Il suo libro dedicato alla musica in Cina è ricco di descrizioni di strumenti rari e poco conosciuti e di osservazioni tecniche:
«[…] i toni in Cina sono più elevati che in Occidente e la voce più apprezzata è quella di soprano, il cui timbro tuttavia è più acuto e in falsetto, mentre quella poco richiesta è il baritono che rappresenta la più bassa tonalità cui possono arrivare i cantanti cinesi».
Le riflessioni sul teatro cinese, prima e dopo la Rivoluzione del 1911 sono oltremodo interessanti.
Peraltro, il gusto cinese per il dramma è sempre stato vivo, così com’è per il popolo partenopeo la sceneggiata, ma purtroppo a lungo represso dalle dinastie imperiali, in quanto considerate deteriori e plebee sia la professione di attore, rigidamente vietata alle donne, che la rappresentazione scenica. Dal 1911 l'arte drammatica, con l'abolizione delle caste, la liberazione dai vincoli sociali e la liberalizzazione dei costumi, si è sviluppata nella giusta direzione con naturale espansione, in quanto rappresenta l'anima del popolo cinese.
George Soulié de Morant, in quanto testimone diretto di tradizioni, fatti e personaggi di due epoche, non poteva non descrivere e commentare gli eventi che hanno permesso la trasformazione sociale condizionando, nel futuro, il modo di vivere del popolo cinese.
Così, oltre alla biografia di Sun Yat-sen, ne pubblica una su Tseu-H'si, l'Imperatrice del tempo dei Boxer, e praticamente l'ultima grande rappresentante della Dinastia Imperiale Cinese; inoltre, analizza in uno studio l'epopea dei gesuiti francesi in Cina e il loro operato teso al mantenimento, sin dal XVII secolo, dei rapporti tra i due mondi; infine, pubblica un libro sulla storia della Cina e un altro sulla vita di Confucio.

### Gli ultimi anni
La sua attività di sinologo cesserà nel 1932. Da allora si dedicherà esclusivamente allo studio e alla diffusione dell'agopuntura cinese. Come abbiamo già detto, nel 1932 esce la sua opera L’Acupuncture chinoise, primo vero trattato completo sull'argomento apparso in Occidente.
In realtà, occorre precisare che esistono descrizioni di questa tecnica diagnostico-terapeutica sin dal XVII secolo, fatte allora dai missionari gesuiti francesi inviati in Cina dal Re Luigi XIV.
Non solo, Andreas Cleyer, farmacista e botanico della Dutch East India Company, pubblicò nel 1683 a Francoforte un piccolo trattato di medicina cinese: Specimen Medicinae Sinicae, in cui espone correttamente, per la prima volta in Occidente, i principi, allora sconosciuti, dell’agopuntura. Inoltre, abbiamo analoghi riscontri narrati da Engelbert Kaempfer, illustre naturalista e medico, che viaggiò a lungo in Cina e Giappone nel XVII secolo.
Nel 1712 apparve in Amoenitate exoticae, scritto da un viaggiatore olandese, una fugace citazione dell'agopuntura. Sulla base dei pochi e incompleti elementi allora disponibili, riferiti per lo più come curiosità etnica, il medico J. Cloquet, della facoltà di Medicina di Parigi, nel 1825 provò, con scarsi risultati, a pungere le zone del corpo dolenti con lunghi aghi.
Dobbiamo arrivare alla seconda metà del XIX secolo per leggere, finalmente, la prima dettagliata descrizione della terapia con aghi nel Trattato di Medicina Cinese di Dabry, console ad Hankeou, pubblicato a Parigi nel 1858.
Sulla sua falsariga apparve, sempre a Parigi, nel 1873, la Matière Médicale chez les Chinois del medico Soubeyran.
Infine, nel trattato La Médicine des Chinois (Hanoi, 1902), il medico francese Jules Regnault dedicò solamente un breve capitolo alla tecnica e ai principi dell'agopuntura cinese.
Questi sono i pochi riferimenti storico-bibliografici sulla Medicina cinese e sull'agopuntura in Occidente prima di Soulié de Morant. Comunque, un'ampia, dettagliata e documentata storia dell'agopuntura in Cina, Giappone e Occidente è riportata dallo stesso autore nella prefazione al suo libro. Basti pensare che nel suo testo elenca, citandoli uno per uno a partire dal neolitico e dinastia dopo dinastia, tutti i nomi celebri degli agopuntori cinesi che hanno contribuito a definire le basi e le leggi dell'agopuntura.
In breve, dal 1932, con la pubblicazione delle sue opere e con i successi ottenuti dai collaboratori medici che, sotto la sua guida, operavano con dirette e precise indicazioni, la tecnica viene apprezzata e si diffonde prima a Parigi e poi in tutta la Francia. Nonostante la persistenza dello scetticismo da parte della Medicina ufficiale, il “Carrefour di Kos” si amplia con l'adesione di nuovi membri. Altri ospedali sono disposti ad ospitare gli agopuntori: il Saint-Louis, il Saint-Jacques e l'Hahnemann.
Nel 1950 la sua prima opera sull'agopuntura del 1932 viene proposta alla Commissione per il Premio Nobel per la fisiologia dal medico Paul Mériel della facoltà di Tolosa. Non vincerà, ma il privilegio e l'onore per un non-laureato in medicina sono grandi. E, naturalmente, crebbe anche l'invidia.
Nello stesso anno, all'età di settantadue anni, viene denunciato da un medico, precisamente da un allievo tanto ingrato quanto invidioso, dal momento che ha avuto modo di avvantaggiarsi dei suoi insegnamenti, per pratica illecita della professione medica.
Il giudizio finale, dopo un'inchiesta penosa e un'appassionante autodifesa, gli fu favorevole, ma il momento fu assai amaro.
Verrà addolcito il 19 dicembre 1953 quando ottantacinque medici suoi allievi, amici e ammiratori gli faranno dono, per solidarietà e stima, di una medaglia d'oro con incisa la sua effigie.
La salute incominciava a vacillare; già demoralizzato dal processo, ebbe nel 1952 un ictus cerebrale da cui residuò un'emiplegia destra.
Con la forza della volontà, all'età di settantaquattro anni, imparò a scrivere con la mano sinistra; voleva a tutti i costi terminare la redazione della successiva edizione in due tomi del Trattato di Agopuntura Cinese, cui pose finalmente termine nel 1955.
Non superò un altro ictus; morì a Neuilly -Parigi, all'età di settantasette anni, la sera del 10 maggio 1955.
È sepolto a Méré, vicino a Montfort-l’Amaury, nella regione dell’Ile-de-France.

Nel corso di una cerimonia nel centenario della sua nascita, il 2 dicembre 1978, dopo un'allocuzione del medico Jean Choain di Lille, è stata scoperta una lapide nella sua casa di Neuilly. Su di essa vi è scritto:
“Qui visse dal 1920 al 1938 George Soulié de Morant, console di Francia in Cina, sinologo, che introdusse in Francia sin dal 1929 l'Agopuntura Cinese.”
Raro esempio di quanto siano più importanti i fatti delle parole! "Un vaso è utile solo per lo spazio che racchiude". Ciò che Lao Tze insegna da ventisette secoli e che tanto ricercò, conobbe, amò e divulgò, ha incarnato la morale, gli ideali e l'operato del suo passaggio terreno.

## Opere
Elenco cronologico delle opere di George Soulié de Morant, che comprende anche i suoi sette romanzi e i libri d’agopuntura.
- 1903 Éléments de grammaire mongole[19]
- 1908 Les Barbares soumis du Yun Nan[20]
- 1908 La Province du Yun Nan[21]
- 1910 La Musique en Chine[22]
- 1911 Tseu-H'si lmpératrice des Boxers[23]
- 1912 Lotus d'Or (traduzione)[24]
- 1912 Essai sur la littérature chinoise[25]
- 1913 Strange Stories From the Lodge of Leisures (traduzione)[26]
- 1916 Les Drots conventionnels des Étrangers en Chine[27]
- 1920 In the Claws of the Dragon (romanzo)[28]
- 1921 Les Contes galants de la Chine[29]
- 1922 Le Palais des Cent Fleurs (romanzo)[30]
- 1923 Le Florilège des Poèmes, Song[31]
- 1923 Mon Cher Compagnon (romanzo)[32]
- 1924 Le Singe et le Pourceau[33]
- 1924 La Passion de Yang-Kwé-Féi[34]
- 1925 La Brise au clair de lune[35]
- 1925 Exterritorialité et intéréts étrangers en Chine[36]
- 1925 Bijou-de-Ceinture (romanzo)[37]
- 1926 Théâtre et musique modernes en Chine[38]
- 1926 Trois Contes chinois du XVII siècle[39]
- 1927 Ce qui ne s'avoue pas, méme à Shanghai, ville des plaisirs (romanzo)[40]
- 1927 Le Trésor des Loyaux Samouraïs[41]
- 1928 L'Amoureuse Oriole, jeune fille[42]
- 1928 Histoire de l'Art chinois[43]
- 1928 L'Épopée des jésuites françaises en Chine[44]
- 1929 Les Préceptes de Confucius[45]
- 1929 Histoire de la Chine[46]
- 1930 Divorce anglais (romanzo)[47]
- 1931 Saine Jeunesse (romanzo)[48]
- 1932 Soun-Iat-sen
- 1932 Sciences occultes en Chine[49]
- 1932 Antropologie de l'amour chinois. Poèmes de lascivité parfumée[50]
- 1934 Précis de la vraie Acupuncture Chinoise (I volume), Mercure de France[51]
- 1934 Acupuncture et médecine chinoise vérifiées au Japon. Ed. du Trianon. Prefazione di George Soulié de Morant. Traduzione di George Soulié de Morant e del medico Sakurazawa, da un'opera di Nakayama[52]
- 1939 L'Acupuncture Chinoise (tomo I e II), Ed. Mercure de France[53]
- 1972 L'Acupuncture Chinoise (2 volumi), Ed. Maloine S.A.[54]
- 1979 Acupuncture-Communications 1921-1951, Ed. La Maisnie[55]
- 1983 Le Diagnostic par les pouls radiaux, Ed. La Maisnie[56]

### Principali articoli sull’agopuntura
- L'Acupuncture en Chine vingt siècles av. J. C. et la Réflexorhérapie moderne, di George Soulié de Morant e del medico Ferreyrolles, in 'L'Homéopathie française' giugno 1929[57]
- Les Aiguilles et les Moxas en Chine ou le Traitement des algies par traumatisme dermique, di George Soulié de Morant e del medico Ferreyrolles, in 'Science médicale pratique', giugno 1931[58]
- L'Acupuncture Chinoise, Ed. Mercure de France, aprile 1932[53]
- L'Acupuncture Chinoise, in 'Annales homéopathiques de l'hòpital Saint-Jacques' giugno 1932[59]
- Les Pouls chinois, Ed. Mercure de France, gennaio 1933 - L'Acupuncture Chinoise ou la Guérison par les piqure d'épingles vérifiée au Japon, in ‘Paris-Midi’, 13 marzo 1933[60]
- L'Acupuncture, in 'VU', 26 maggio 1934[61]
- L'Acupuncture vérifiée au Japon, Ed. Mercure de France, giugno 1934[62]
- Lettre du Docteur. L'Acupuncture ou ‘l'Art de piquer', in ‘La Revue belge’, maggio 1935[63]
- Chine et Japon, in ‘Histoire générale de la médecine’, 1936 - Acupuncture Chinoise: troubles fonctionnels, 1937[64]
- L'Acupuncture thérapeutique chinoise, in ‘L'Illustration', settembre 1943[65]
- L'Acupuncture, énergie vitale et électricité cosmique, in ‘'Médecine officielle et Médecines hérétiques', 1945[66]
- Preuves des pouls chinois par les pouls occidentaux, in ‘Cahiers d'homéopathie et de thérapeutique comparée', 1948[67]
- L'Acupuncture franco-chinoise I, in ‘France Asie’, ottobre 1951[68]
- L'Acupuncture franco-chinoise 111, in ‘France Asie’, aprile 1952
- Déplacement du sacrurn et des vertèbres, in ‘Cahiers d'homéopathie et de thérapeutique comparée' 1951-52[69]
- Lexique thérapeutique (Abcès à Grippe), in ‘Bulletin de la Société d'Acupuncture' (dal numero 29 al numero 46), 1958-62[70]

### Articoli vari
- Le choléra en Chine, 1902[71]
- Les Mongols, leur organisation administrative, 'Actes du XIV Congrès international des orientalistes', Leroux 1905[72]
- Le Province du Yun Nan, 'Annales de la Société de géographie commerciale' Hanoi, Imprimerie d 'Extréme-Orient, 1908[73]
- Les Barbares soumis du Yun Nan, 'Bulletin de l'École française d'Extréme-Orient', Hanoi, lmprimerie d 'Extréme-Orient, 1908[74]
- Les Peuples de l'Asie centrale, 'Revue lndo-chinoise', 1910-1911[75]
- La Mentalité chinoise, 'Conference à l'Institut général psychologique ', 1910[76]
- Le Radeau des amants (racconto), 1912[77]
- Le Problème des bonzes antiques de la Chine, 'Études asiatiques', 1923[78]
- Les Rêves érudiés par les Chinois, 'Revue française de psychanalyse', 1927[79]
- Visages sans bouche dans l'Antiquité méditerranéenne et chinoise, ‘Mercure de France’, novembre 1930[80]
- L'Astrologie en Chine, 'Le Grand Nostradamus', 1934[81]
- Suis-je un sorcier? Non, mais..., 'Confessions', giugno 1937[82]
- Nos fous dangereux en liberté, 'Cahiers d'homéopathie et de thérapeutique comparée', 1949[83]
- Règles des Chinois pour l'examen des maladies, ‘Cahiers d 'homéopathie et de thérapeutique comparée’, 1949[84]